# Konstantinos Dovas
Konstantinos Dovas (griechisch Κωνσταντίνος Δόβας, * 20. Dezember 1898 in Konitsa; † 24. Juli 1973 in Athen) war ein griechischer General und Premierminister einer Übergangsregierung.

## Militärische Laufbahn
Dovas absolvierte die Militärakademien von Athen und Paris. Er diente anschließend in der griechischen Armee. In den späten 1940er Jahren war er während des Griechischen Bürgerkriegs zwischen der kommunistischen DSE unter General Markos Vafiadis und der Regierung an mehreren Auseinandersetzungen beteiligt; etwa 1947 bei der Verteidigung seiner Heimatstadt Konitsa. 1951 wurde er zum Generalleutnant befördert und diente bis 1952 als Koordinator zwischen dem griechischen Militär und der NATO. Von 1954 bis 1959 war er Generalstabschef der Landesverteidigung. Während dieser Amtszeit wurde am Nationalfeiertag 25. März 1955 ein Vertrag zwischen der Armee und der CIA über die Errichtung einer Spezialtruppe „Sheepskin“ (Schafsfell) unterzeichnet, aus dem sich in den folgenden Jahren eine griechische Stay-behind-Organisation entwickelte. Ziel dieser Geheimorganisation war die Bekämpfung kommunistischer Rebellen und Organisationen. Nach der Verabschiedung aus der Armee war er ab 1960, abgesehen von der kurzen Amtszeit als Premierminister, zunächst Vorsitzender des Königlichen Militärkabinetts von König Paul und später von dessen Sohn Konstantin II. Nach dem Militärputsch von 1967 begleitete Dovas den König ins Exil nach Rom, konnte aber 1968 nach Griechenland zurückkehren. Er lebte zurückgezogen in Athen, wo er nach langer Krankheit am 24. Juli 1973 starb. Dovas wurde auf dem Ersten Athener Friedhof beigesetzt.

## Premierminister
Nachdem Karamanlis für Herbst 1961 Neuwahlen plante, präsentierte er im Mai dem griechischen Parlament ein neues Wahlgesetz mit verstärkter Verhältniswahl. Nach seinem Rücktritt und der Auflösung des Parlaments durch den König wurde für den 29. Oktober 1961 eine Parlamentswahl anberaumt. Konstantinos Dovas wurde für die Zeit vom 20. September bis zum 4. November 1961 geschäftsführender Premierminister. Obwohl die griechische Verfassung von 1952 dem Hof die Einmischung in die Tagespolitik untersagte, arbeitete Königin Friederike gemeinsam mit Dovas als ihrem engen Vertrauten an einem Plan, um Karamanlis’ rechtskonservative Partei ERE bei der anstehenden Parlamentswahl zum Wahlsieg zu führen. Repressionen gegenüber dem politischen Gegner und Fälschungen erreichten ein bisher noch nie dagewesenes Ausmaß bei einer Parlamentswahl. Karamanlis’ ERE erreichte die absolute Mehrheit mit fast 51 % der Stimmen, die Oppositionspartei EK unter Georgios Papandreou erklärte, dass sie die Regierung nicht anerkenne.